# Can Bruguer (Mieres)
Can Bruguer és una masia situada al municipi de Mieres, a la comarca catalana de la Garrotxa.